# Prins Hamlet
Prins Hamlet er titelkarakteren og protagonisten i William Shakespeares tragedie Hamlet (1599–1601). Han er prins af Danmark, nevø til kong Claudius (der har tilranet sig magten), og søn af Kong Hamlet, den tidligere konge af Danmark. I begyndelsen af stykket er han usikker på om og hvordan han skal hævne mordet på sin far, og han kæmper med sin fornuft. I slutningen af tragedien har Hamlet forårsaget adskillige andres død; Polonius, Laertes, Claudius samt Rosenkrans og Gyldenstjerne, der er to af Hamlets barndomsvenner. Han er også indirekte involveret i sin elskede Ofelias død (drukner) og sin mor Gertrudes (der ved en fejl blive forgiftet af Claudius).
Navnet Hamlet er sandsynligvis afledt af Amleth, der beskrives i Saxo Grammaticus' Gesta Danorum fra 1200-tallet.